# Pirrolochinolina-chinone sintasi
La pirrolochinolina-chinone sintasi è un enzima appartenente alla classe delle ossidoreduttasi, che catalizza la seguente reazione:
6-(2-ammino-2-carbossietil)-7,8-diosso-1,2,3,4,5,6,7,8-ottaidrochinolina-2,4-dicarbossilato + 3 O2 ⇄ 4,5-diosso-3a,4,5,6,7,8,9,9b-ottaidro-1H-pirrolo[2,3-f]chinolina-2,7,9-tricarbossilato + 2 H2O2 + 2 H2O
È stato osservato fino ad adesso un unico turnover dell'enzima, ed il chinone pirrolochinolinico rimane legato ad esso. Non si è ancora compreso come l'enzima sia in grado di rilasciare il prodotto nel citosol.